# Skara domkyrka

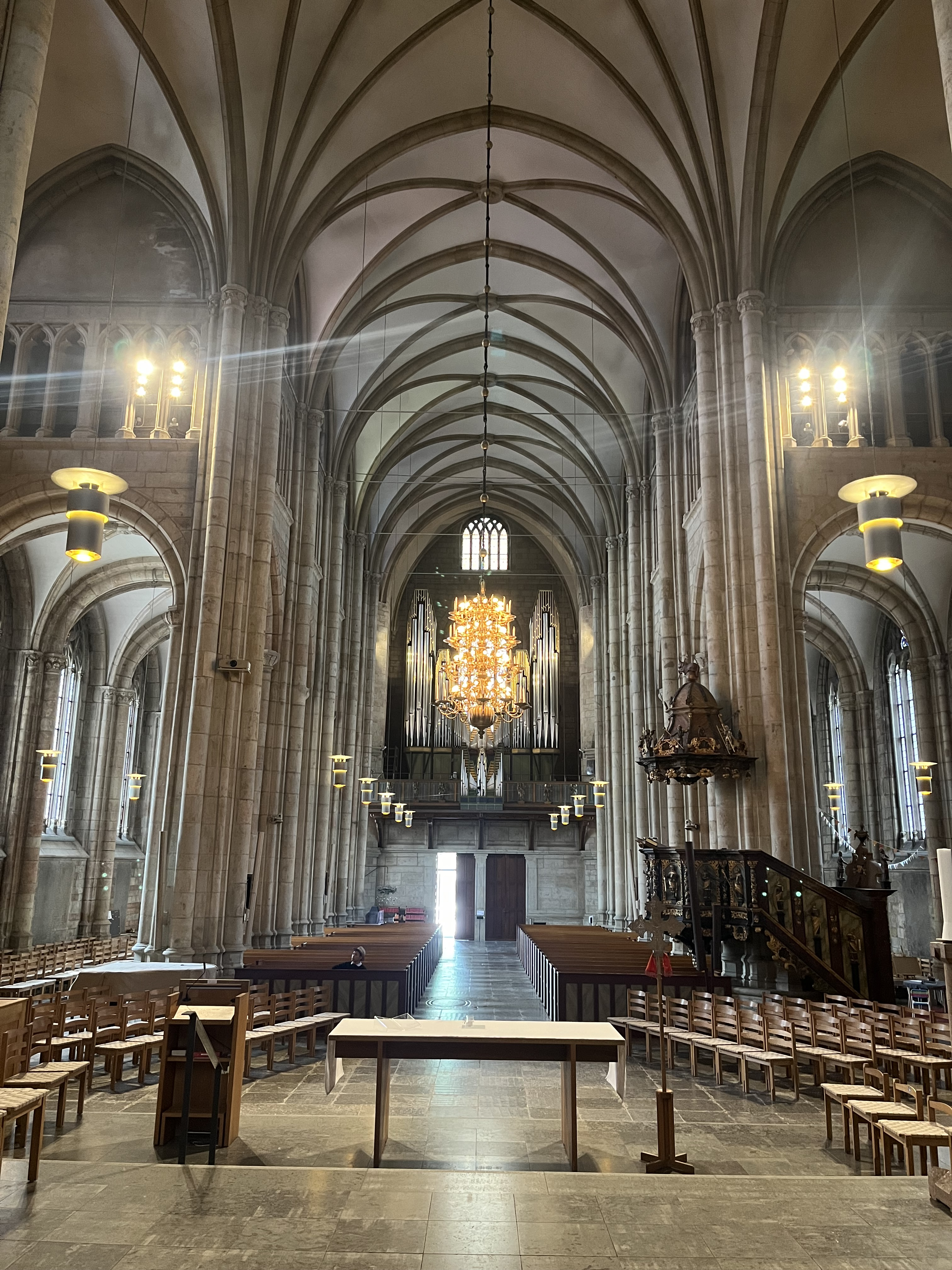
Mittskeppets stående murverk tillkom på 1200- och 1300-talen.

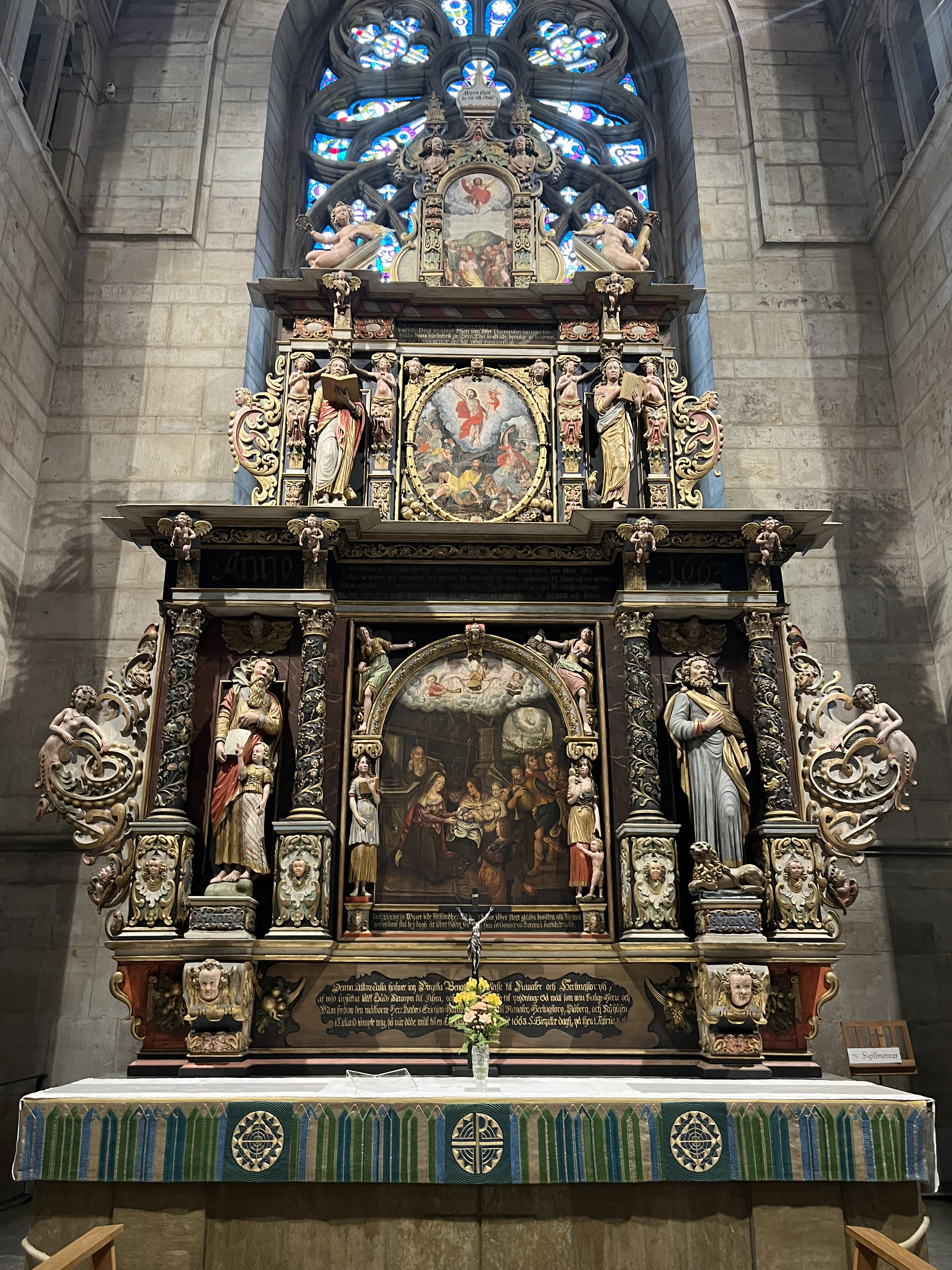
Altaret.

Skara domkyrka är en kyrkobyggnad belägen i centrala Skara. Den är domkyrka i Skara stift och församlingskyrka för Skara domkyrkoförsamling inom Svenska kyrkan. Domkyrkan är helgad åt Sankta Maria.
Kyrkans äldsta delar är kryptan från 1000-talet, medan kor och långhus stammar från 1200- och 1300-talet och är uppförda i höggotisk stil. Kyrkan genomgick omfattande renoveringar under 1800-talet.
Sveriges första stift grundades 1014 i Husaby, men biskopssätet flyttades till Skara redan på 1050-talet och Sankta Maria kyrka började byggas för att bli stiftets domkyrka. Sedan 2024 är Ulrica Fritzson Skara stifts biskop.

## Byggnaden
Skara domkyrka har anor från 1000-talet, men den nuvarande höggotiska stilen stammar ursprungligen från 1300-talet. Kvar från 1000-talet är bland annat en för svenska förhållanden ovanlig krypta, ett sista vilorum för stiftets första biskopar. Det nuvarande koret tillkom vid 1200-talets början, och långhuset jämte tvärskeppet fick sin huvudsakliga form vid 1300-talets början, varigenom hela byggnaden fick en höggotisk prägel. Dessa delar var och är uppförda av sandsten från Västergötland. Skara domkyrka skadades och restaurerades vid flera tillfällen (bland annat i krigen med Danmark och vid stadsbränder under bland annat 1700-talet). Skara domkyrka är i sitt nuvarande skick en i väsentliga delar modern byggnad, vari ingår omfattande rester av en medeltida anläggning. Under åren 1809–1810 försågs kyrkan med platta torn och man tyckte då att de liknade ett par byxor. Därefter kallades tornen Skara byxor (Skara Bôxer), ett uttryck som lever kvar än i dag, trots att tornen ändrat utseende.

### Zettervalls genomgripande restaurering
Överintendenten Helgo Zettervall ledde 1886–1894 en genomgripande och hårdhänt restaurering. Domkyrkan erhöll en prägel av en efter ett enhetligt gotiskt system uppförd treskeppig basilika med dubbla, av kopparklädda spiror krönta västtorn, med av fialer flankerade tvärskeppsfasader och rakslutet kor (rakt avslutat kor) med två mindre torn. Dessa småtorn i öster är medeltida och det norra innehåller en trappa som förr gick upp till en övre våning över nordöstra sidoskeppet. I det inre karaktäriseras byggnaden av triforier i långhus och kor samt av emporer vid tvärskeppsgavlarna. Materialet är sandsten från Broddetorpstrakten. Denna enhetliga stil är vunnen genom ett ensidigt upptagande höggotiska motiv som redan fanns i långhuset, varibland de vid restaureringen spårade triforierna, och tillämpandet av dessa vid korets fullständiga ombyggnad. Även offrades för stilrenheten en del utbyggen och tillsatser, såsom medeltida kapell och gravkapell och särskilt den efter Cronstedts ritning vid mitten av 1700-talet tillkomna södra gaveln i barockstil.

### Medeltidskyrkan
Vid bedömandet av denna tämligen omdanande restaurering utförd av Zettervall bör man ta hänsyn till det under tidernas lopp uppkomna förfall, vari kyrkan förut befann sig och vilket nödvändigt påkallade ingripande åtgärder. Genom bevarade äldre byggnadspartier i den nuvarande kyrkan, genom tillvaratagna stenfragment och genom ritningar från äldre tider är det möjligt att bilda sig en föreställning om domkyrkans historia och stilkaraktär. Av en större stenkyrka från 1100-talet återstår stora delar av västfrontens dubbeltorn med romanska kolonndelade fönster (så kallade kolonettfönster). Från denna kyrka torde även förskriva sig tre stenreliefer, en av dem med Syndafallet, samt ett grovt kapitäl, vilket liksom skulpturerna äger motsvarighet i andra västgötska kyrkor från skedet, till exempel Forshems kyrka.
Före restaureringen visade domkyrkans plan – frånsett ändringar under 1800-talet – ett rakt avslutat enskeppigt kor med anslutande lägre rum (sidokapell) på sidorna, vilka utåt framkallade prägeln av en treskeppig basilikalanläggning, ett enskeppigt tvärhus och ett långhus med tre skepp, det mellersta av korets bredd. Koret täcktes av tre korsvalv på konsoler och fick enligt gamla ritningar sitt ljus genom trekopplade fönster i gaveln och övermuren (över sidokapellen eller sidoskeppen, således en basilikaanläggning). Bevarade detaljer ger, liksom planen, till känna en engelsk unggotisk stil (bland annat det rakt avslutade koret, som var lägre än långhuset). Dock torde planen också röja något samband med Varnhems klosterkyrka. Korets byggnadstid torde falla omkring 1200-talets mitt. Långhus och tvärskepp kännetecknas av höggotiska, närmast franskt gotiska former med knippepelare, fönsterrosverk, portaler etc. Anmärkningsvärt såsom det enda i Sverige är triforiet, varav rester påträffades vid restaureringen, men som måhända aldrig blivit fullständigt utfört och under alla förhållanden vid slutet av medeltiden torde ha blivit igenmurat för att murarna hotade att rasa. I långhusets ornamentik kan man iaktta olika stilskiftningar och växlande teknisk förmåga, tydande på avbrott i byggandet, möjligen till följd av digerdöden. Stilprägeln daterar långhuset till 1300-talets förra hälft.

### Kyrkan efter reformationen

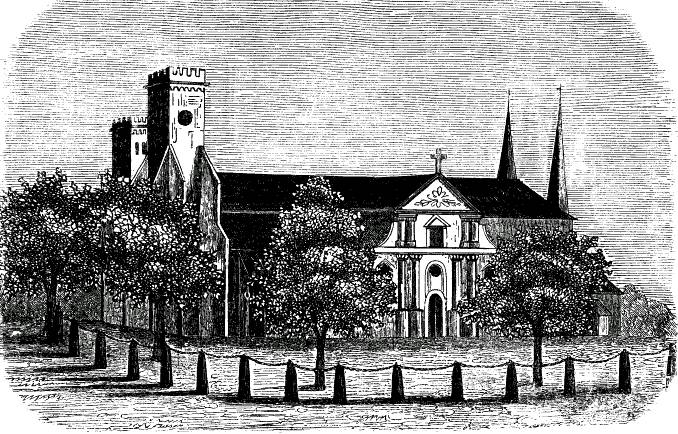
Domkyrkans utseende 1864, åtta år innan det norra tornet revs. Zettervall lät sedan bygga ett nytt. Lägg märke till barockgaveln: den tillkom på 1760-talet men revs under restaureringen 1886–1894.

Efter ödeläggelse av danskarna 1566 erhöll domkyrkan de tre stora stjärnvalv, som intill restaureringen täckte långhuset. Bland de följande århundradenas mångfaldiga reparationer och ändringar är ombyggnaden av södra gaveln under 1760-talet den märkligaste. Den ingick som en del i ett stort förslag till hela exteriörens omdaning, vilket 1759 uppgjordes av överintendenten greve Carl Johan Cronstedt. Stilen i denna vid restaureringen nedbrutna gavel med sina kolonnställningar i två våningar anslöt sig till det romerska barockschemat för en kyrkofasad. Egentligen skulle mer ha förändrats, men bristande ekonomi begränsade ombyggnationen denna gång. Ännu ett ombyggnadsförslag, denna gång nyantikt och av Louis Jean Desprez, såg dagens ljus under slutet av 1700-talet, enligt vilket tornen byggdes om 1809. Därav utfördes korgaveln och västfasaden med sina rakt avstubbade torn. 1839 undergick domkyrkans inre en omgestaltning i huvudsak bestående i korets förvandling till ett treskeppigt rum. Samtidigt togs en del gravmonument och dylikt bort.

### Efterkrigsperiodens restaureringar

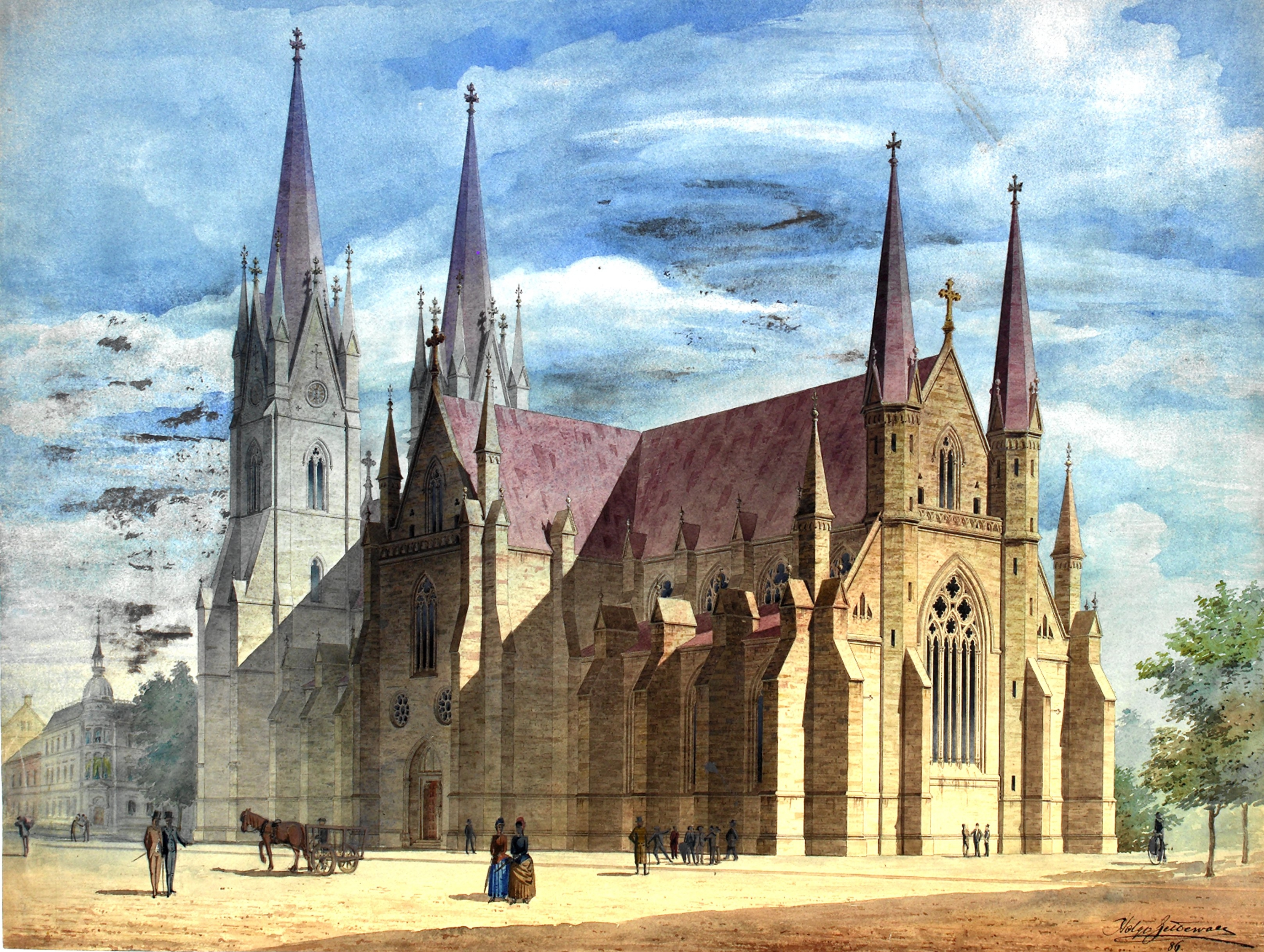
Helgo Zettervalls restaurering 1886.

1884–1896 års restaurerade kyrka hade en totalkostnad av 525 882 kronor och vars resultat delvis korrigerades vid en pietetsfull restaurering 1947–1949. Vid en anlagd brand 1947 skadades takstolar och yttertak. Under renoveringen togs det nygotiska inslaget från Zettervalls tid bort till förmån för återanskaffande av äldre inventarier som tidigare hade prytt domkyrkans inre. Under renoveringen hittade man rester av en hallkrypta. Från den romanska domkyrkan hittades en biskopsgrav med kalk och patén (oblattallrik) som har daterats till årtionden omkring år 1100. Då anlades en cementklädd fyrkantig ny krypta där man kunde se murresterna av denna tidiga krypta och biskopsgraven. Bland annat syns ett centralkapitäl och hörnkapitäl i den forna kryptans mitt, liksom grunden till en valvöppning in till graven och på ömse sidor om den några trappsteg av de två trappor som gick upp till domkyrkan. 1949 anlades också en ny trappa ner till den nyupptäckta kryptan i det nordöstra sidoskeppet. Under 1999 års renovering anlades ytterligare en trappa från söder ner till kryptan som utvidgades och moderniserades. Åren 1979–1985 genomgick domkyrkan också en teknisk renovering. Bland annat säkrades valvtrycket med stänger mellan dem. En av pelarna har också fungerat som kyrkans skorsten.

### Domkyrkans fönster

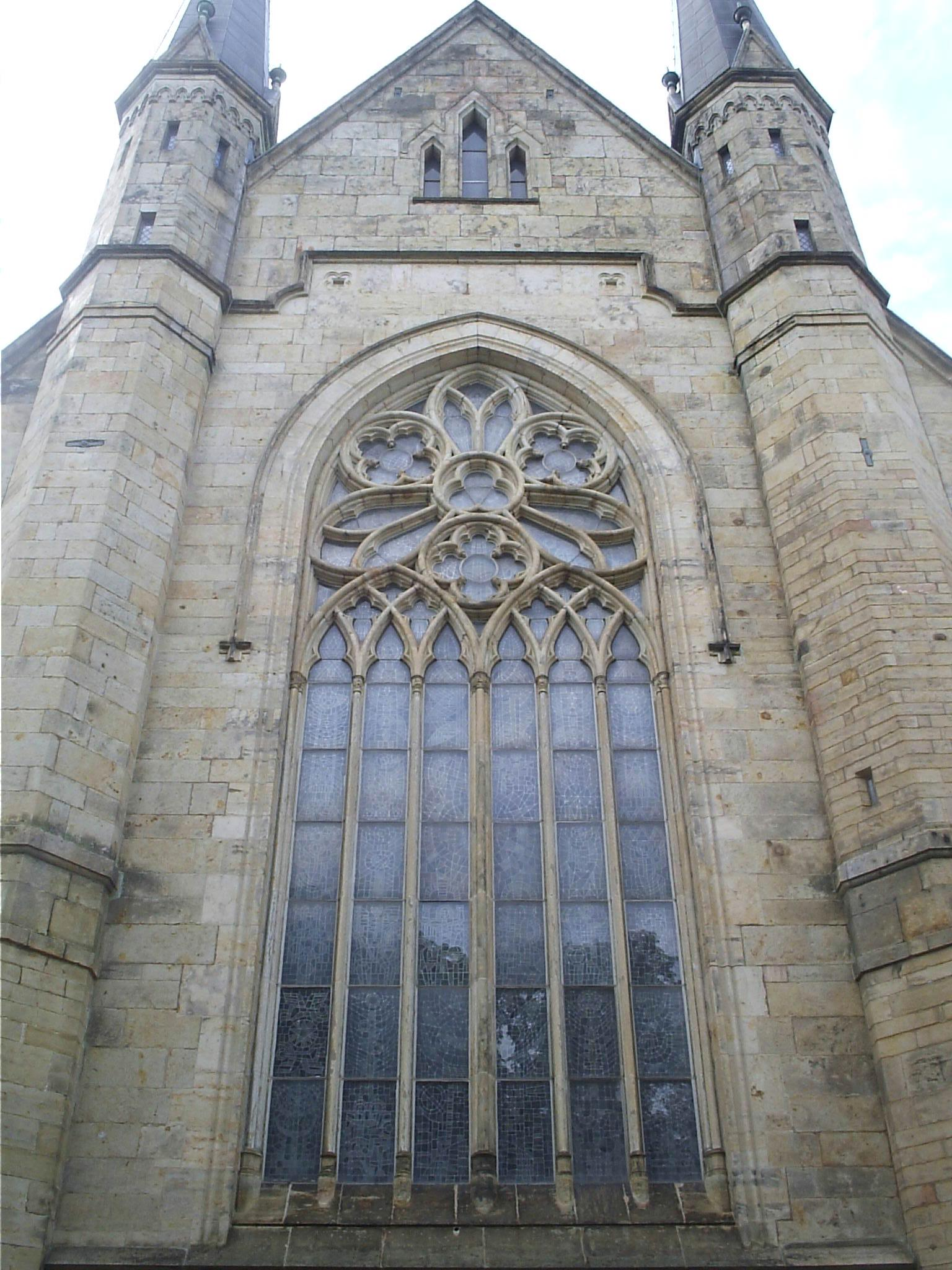
Korfönstret utifrån. Invändigt har det en glasmosaik, som föreställer Nya himlar och en ny jord.

De 37 glasmosaikfönstren är utförda av konstnären Bo Beskow i samarbete med konstglasmästare Gustav Ringström under åren 1945–1976. Motiven är mestadels bibliska, men även det svenska helgonet Heliga Birgitta och Sankta Helena av Skövde finns avbildade. Inga fönster från den medeltida kyrkan finns bevarade.
Fönstren i koret återger i huvudsak gestalter och händelser från Bibeln. Tre av fönstren i det norra sidokoret skildrar Gamla Testamentet, medan det fjärde, med titeln Skarafönstret, visar mötet mellan hedendom och kristendom i Skara stift. I södra sidokoret ses scener ur Nya Testamentet. I södra långskeppet ser man människans åldrar från fosterstadiet till döden. På motsvarande norra sida avbildas symboliskt de fyra evangelisterna samt längst i väster Petrus genom tuppen. Över södra läktaren återfinns Mariafönstret med bland andra Heliga Birgitta och Elin av Skövde.

### Domkyrkans tak
Taket på kyrkan är av grön patinerad koppar.

### Kyrkklockorna
Kyrkklockorna i de två västtornen är fyra. Storklockan göts 1725 efter stadsbranden 1719 och blev omgjuten och förstorad 1785 av Nils Billsten i Skara. Den näst största klockan göts 1875 av C.A. Norling i Jönköping och den näst minsta 1727 av Erik Näsman. Dessutom finns en mindre klocka, den minsta, lillklockan.
Storklockan hänger i norra tornet, medan de övriga hänger i sydtornet. Storklockan har en klang med två grundtoner (på grund av att en stor flisa lossnat från slagringen), c och d i tredje oktaven, men slagtonen är h0. Av de två mellanklockorna har den större en klang med grundtonen ciss och den mindre en klang med grundtonen f, båda tonerna i tredje oktaven. Lillklockan har en klang med grundtonen h i fjärde oktaven.
Med anledning av Skara stifts 1000-årsjubileum installerades hösten 2014 ett klockspel med 25 klockor i norra tornet. Klockspelet invigdes den 29 november.

## Inventarier

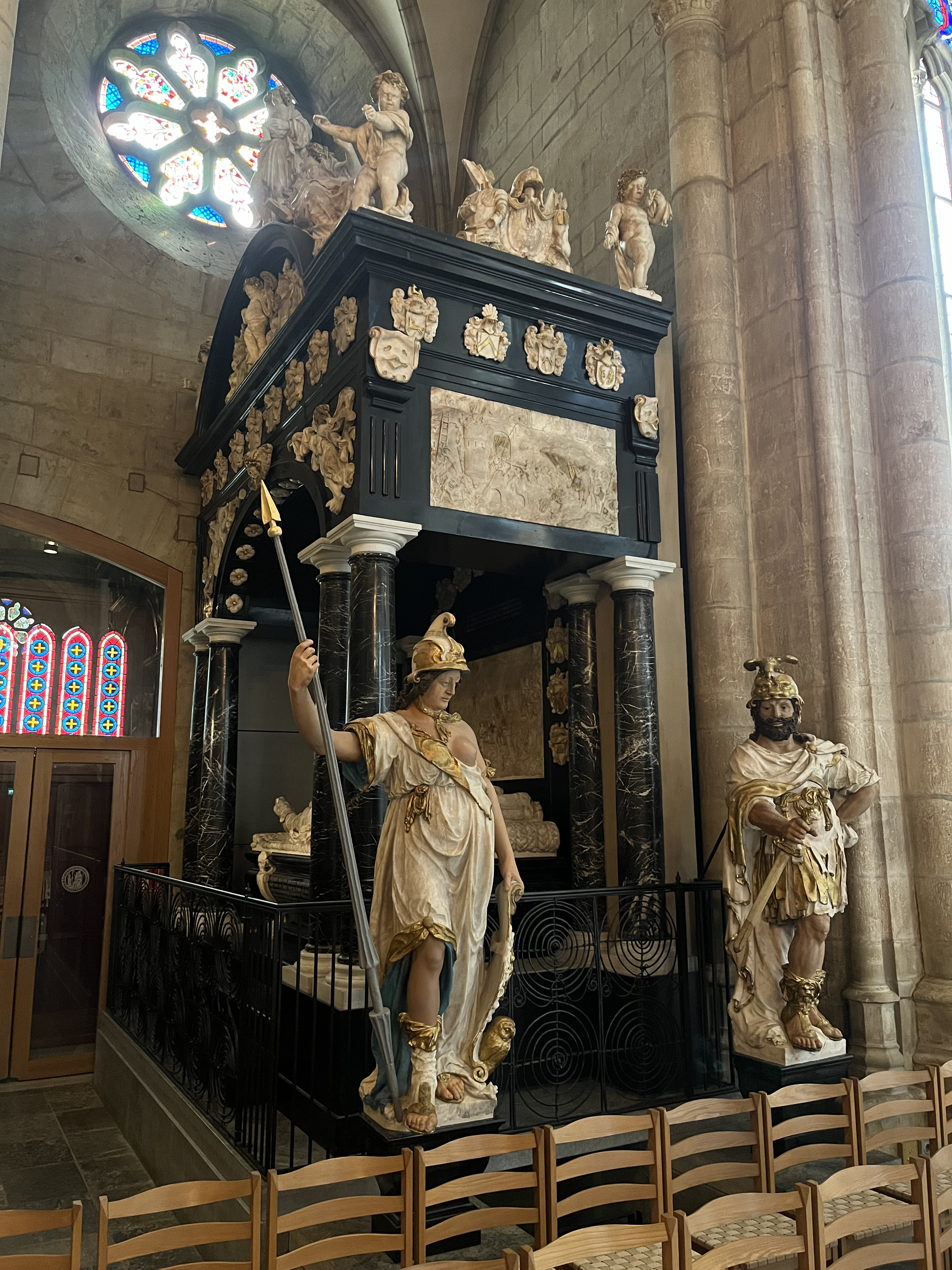
Soopska gravmonumentet.

Skara domkyrka innehåller rika konstskatter, bland annat altarkärl från 1000-talet och äldre kyrkliga textilier, och ett dyrbart gravmonument i svart marmor och vit alabaster över riddaren och översten Erik Soop, färdigställt år 1637 i Amsterdam av Pieter de Keyser. Det hade ursprungligen sin plats vid högkorets södra sida invid ingången till familjegraven. Gravmonumentet flyttades sedan runt i kyrkan under århundradena och står sedan 1999 placerat i domkyrkans södra korsarm. Mars och Minerva flankerar vid norra gaveln. Själva kistan, av tenn med graverade historiska bataljscener, finns numera under gravmonumentet. Domkyrkan äger en guldkalk med emalj och diamanter, gåva av Erik Soop, och ett av Anders Hästehufvud skänkt silverdopfat. Det Hästehufvudska gravkoret är rivet sedan 1890, men i domkyrkan finns två hällar med bilder och inskrifter över generalguvernören i Riga Anders Eriksson Hästehufvud och hans familj. Förutom dopfatet har familjen Hästhufvud skänkt en vinkanna och domkyrkans nuvarande altaruppsats. Den senare kom i kyrkans ägo 1663 och tillverkades av bildhuggaren Hans Swant i Göteborg.

## Orglar

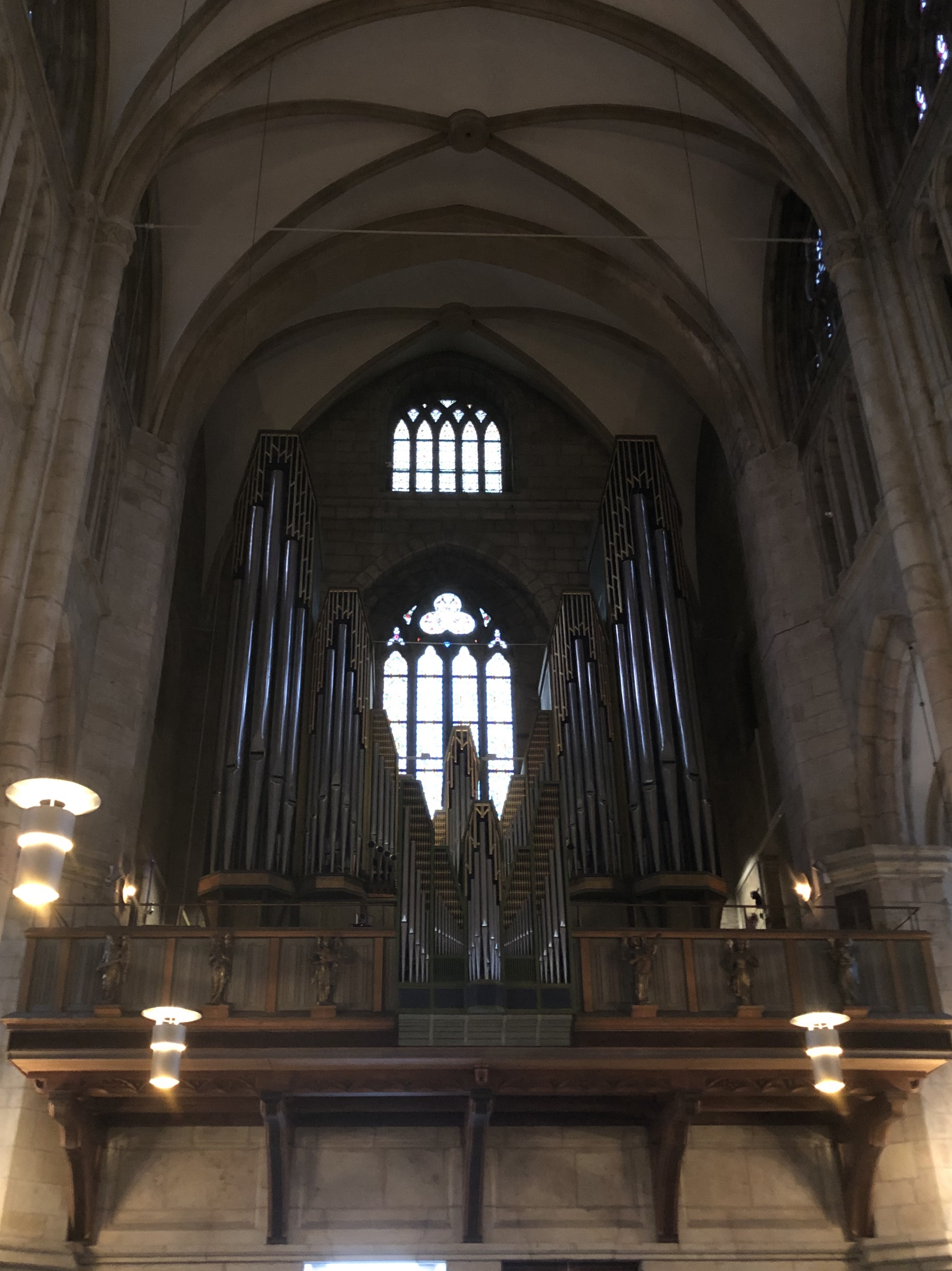
Kyrkorgeln från 1965.

- Redan på 1100-talet fanns en orgel i kyrkan.
- 1697 byggde Hans Henrich Cahman och Johan Åhrman en orgel med 24 stämmor. Orgeln byggdes om 1788 av Johan Ewerhardt den äldre, Skara.
- 1894 byggde Johannes Magnusson, Göteborg en orgel med 33 stämmor.
- Den nuvarande orgeln byggdes 1964 av Poul-Gerhard Andersens orgelbyggeri i Köpenhamn i Danmark. Orgeln har mekanisk traktur och elektrisk registratur. Fasaden är tillverkad i samband med orgeln. Fria och fasta kombinationer finns samt en Rossignol (Näktergal).

| Ryggpositiv I        | Huvudverk II     | Svällverk III      | Pedal            | Koppel |
| Rörflöjt 8'          | Pommer 16'       | Gedackt 16'        | Principal 16´    | I/P    |
| Principal 4'         | Principal 8'     | Principal 8'       | Subbas 16'       | II/P   |
| Flöjt 4'             | Spillflöjt 8'    | Rörflöjt 8'        | Quinta 10 2/3'   | III/P  |
| Blockflöjt 2'        | Quintadena 8'    | Salicet 8'         | Oktava 8'        | I/II   |
| Larigot 1 1/3'       | Oktava 4'        | Vox humana 8'      | Gedackt 8'       | III/II |
| Sesquialtera II chor | Rörflöjt 4'      | Flöjt octaviant 4' | Oktava 4'        |        |
| Scharf IV chor       | Oktava 2'        | Nasat 2 2/3'       | Nachthorn 2'     |        |
| Dulcian 16'          | Cornett III chor | Piccolo 2'         | Cornett III chor |        |
| Krumhorn 8'          | Mixtur V chor    | Ters 1 3/5'        | Mixtur IV chor   |        |
| Tremulant            | Scharf III chor  | Mixtur IV chor     | Basun 16'        |        |
|                      | Trumpet 8'       | Zimbel II chor     | Trumpet 8'       |        |
|                      |                  | Trumpet 8'         | Trumpet 4'       |        |
|                      |                  | Obo e 8'           |                  |        |
|                      |                  | Clairon 4'         |                  |        |
|                      |                  | Tremulant          |                  |        |
|                      |                  | Crescendosvällare  |                  |        |

### Kororgel
- Kororgeln tillkom 1959 och byggdes av Nordfors & Co, Lidköping och är en mekanisk orgel.[5]

| Manual          | Pedal         | Koppel  |
| Gedackt 8'      | Kvintadena 4' | Man/Ped |
| Flöjt 4'        | Sordun 16'    |         |
| Principal 2'    |               |         |
| Blockflöjt 2'   |               |         |
| Kvinta 1 1/3'   |               |         |
| Mixtur III chor |               |         |

### Diskografi
- Svensk orgelmusik : Lars Hagström spelar på orgeln i Skaradomen. CD. Fusion CD 103. 1989.